# Diacrisia irene
Diacrisia irene é uma mariposa da família Erebidae. Foi descrito por Butler em 1881. É encontrado no sul da Rússia, China oriental, Coreia e Japão.